# Col des Marrous
Le col des Marrous, s'élevant à 992 m mais souvent indiqué entre 989 et 991 m, est un col routier des Pyrénées dans le département de l'Ariège, entre les communes d'Alzen et du Bosc, à l'ouest de Foix et au sud de La Bastide-de-Sérou. Il domine la vallée de la Barguillière dans le massif de l'Arize.

## Accès
Le col se situe sur la route départementale 17, route touristique au centre du département de l'Ariège. Depuis l'est, l'itinéraire le plus usité est au départ de la vallée de l'Arget dont la principale commune en aval est Saint-Pierre-de-Rivière. Passé le col, au carrefour de plusieurs petites routes, la D17 permet l'ascension vers la route des cimes par le col de Péguère (1 375 m) puis le col de Portel (1 432 m).

## Topographie
La montée depuis le hameau de la Mouline (commune de Serres-sur-Arget) traverse la forêt des Consuls de Foix ; elle est longue de 9,9 km avec un dénivelé de 487 m et une pente moyenne de 4,92 %.

## Histoire
Le col abrite d’abord une colonie de vacances créée en 1935, puis une maison d'enfants à caractère sanitaire après-guerre et progressivement un centre d'asthmologie où médecins, spécialistes et enseignants accompagnent des enfants asthmatiques ou atteints de mucoviscidose pour qui l’air pur du col est bénéfique.
Cependant, les hospitalisations de longue durée se raréfient avec l’évolution des procédures thérapeutiques. De restructuration en réorientation, le centre ferme finalement ses portes en 2009, également au prétexte de l’éloignement et des difficultés dues à des tempêtes de neige.

## Activités

### Cyclisme
Le col est régulièrement emprunté par le Tour de France, comme lors de la 13e étape en 2017 ou de la 15e étape reliant Limoux à Foix-Prat d'Albis en 2019, mais dans le sens descendant depuis le Mur de Péguère, ce qui lui enlève toute référence au classement de la montagne.

### Tourisme

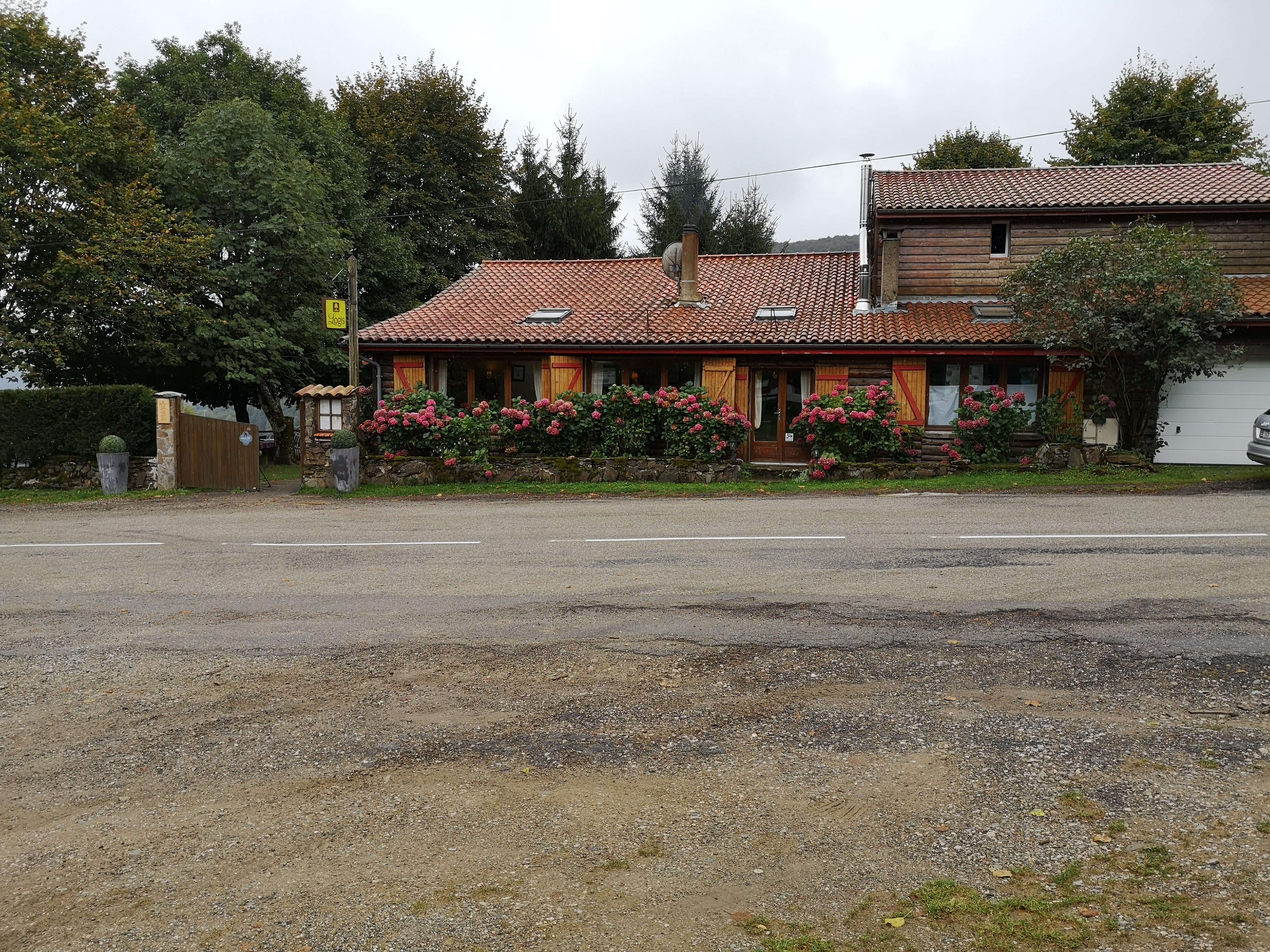
Logis-auberge des Myrtilles au col des Marrous.

Le logis-auberge des Myrtilles fonctionne au col. Différentes randonnées sont au départ du col et des circuits de randonnées équestres l'empruntent. La forêt environnante est connue des cueilleurs de champignons.